# Ярослав (Приріз)
Яросла́в При́різ (нар. 30 березня 1963, Ластівка) — правлячий архієрей Самбірсько-Дрогобицької єпархії Української греко-католицької церкви.

## Життєпис
Народився 30 березня 1963 р. в с. Ластівка Турківського району Львівської області. 
З 1983 р. працював механіком на Дрогобицькому долотному заводі, водночас навчаючись у підпільній духовній семінарії УГКЦ у Львові. 4 грудня 1988 р. висвячений на священника. 
У 1989 р. відроджував парафії УГКЦ в Старосамбірському районі на Львівщині. 
У 1991 р. скерований до Рима на вищі богословські студії в Папському східному інституті. 
У 1992 р. вступив до Згромадження Отців Редемптористів, у 1994 р. — склав обіти у Львівській провінції ЧНІ. 
У 1997 р. за дорученням настоятелів Львівської провінції ЧНІ та Генерального уряду в Римі організував Вищий духовний інститут імені блаженного священномученика Миколая Чарнецького у Львові; у 2001 р. призначений його ректором та ігуменом монастиря святого Альфонса. 
З червня 2005 р. — протосинкел Самбірсько-Дрогобицької єпархії. 2 березня 2006 р. іменований єпископом-помічником Самбірсько-Дрогобицької єпархії, титулярним єпископом Аузії. 
Хіротонія відбулася 29 квітня 2006 р. у Дрогобичі. 
21 квітня 2010 року призначений єпископом-коад'ютором Самбірсько-Дрогобицької єпархії. 27 жовтня 2011 року, після того як Блаженніший Святослав (Шевчук) прийняв зречення владики Юліана (Вороновського) з уряду єпископа Самбірсько-Дрогобицького, владика Ярослав перейняв адміністрування Самбірсько-Дрогобицькою єпархією. 
24 грудня 2011 року Блаженніший Святослав, Глава УГКЦ, увів владику Ярослава на престол Самбірсько-Дрогобицької єпархії.